# Ring (film 1998)
Ring (リング?, Ringu) è un film del 1998 diretto da Hideo Nakata.
Il film, una pellicola horror giapponese tratta dall'omonimo romanzo di Kōji Suzuki, ispirato dalla storia popolare Banchō Sarayashiki, è interpretato da Nanako Matsushima, Hiroyuki Sanada e Rikiya Otaka, nei panni di una famiglia maledetta da una videocassetta.

## Trama
Reiko Asakawa è una giornalista che sta indagando sulla morte inspiegabile della propria nipote e di alcune delle sue amiche che, si dice, avessero visto il contenuto di una videocassetta esattamente una settimana prima della morte. Alla fine della visione della videocassetta, le vittime ricevono una telefonata che annuncia loro la morte dopo una settimana esatta e l'unica testimone oculare di questo avvenimento è impazzita in seguito allo shock. Le ricerche conducono Reiko in una località di vacanza dove trova la videocassetta, contenente una serie di immagini surreali, e alla fine della visione riceve la telefonata e capisce di essere anche lei vittima della maledizione.
Aiutata dal suo ex-marito Ryūji che, a causa del suo scetticismo, ha guardato anch'egli il video, Reiko scopre alcune informazioni sul suo contenuto misterioso e si rende conto che una donna che appare nel filmato è Shizuko, una sensitiva che è deceduta molto tempo prima. Anche la figlia di Shizuko, Sadako, è stata uccisa trent'anni prima, quindi i due pensano che Shizuko sia uno spirito vendicativo che ha prodotto la maledizione. Mentre la settimana sta per scadere, Reiko e la sua famiglia devono rompere la maledizione per salvarsi. Quando anche il figlio della coppia vede il video, su suggerimento del fantasma della cugina, Reiko e Ryūji raggiungono il luogo in cui Shizuko viveva e grazie anche ai poteri da sensitivi che posseggono, i due scoprono che l'origine della maledizione è in Sadako, figlia di Shizuko che aveva il potere di uccidere le persone con la sola forza del pensiero. In seguito ad alcuni avvenimenti in cui i poteri di Sadako e Shizuko erano stati rivelati e allo scandalo che ne era derivato, Shizuko si era suicidata e Sadako era stata uccisa.
I due scoprono che il cadavere della ragazza giace in un pozzo e si calano al suo interno per riesumarlo e donargli una giusta sepoltura, nella speranza di salvarsi. Tornati alle loro vite, Reiko scampa al maleficio ma Ryūji non riesce a sottrarsi al suo triste destino: il fantasma di Sadako viene fuori dal suo televisore e lo uccide con la sola forza del pensiero. A questo punto, Reiko capisce che a salvarla non è stato il tentativo di dare una degna sepoltura a Sadako, ma l'aver fatto una copia del filmato e averla fatta visionare al suo ex marito. La donna decide dunque di far fare una copia della cassetta anche a suo figlio, su cui la maledizione è ancora pendente, e di farne visionare il contenuto al nonno così da salvare la vita del bambino.

## Distribuzione

### DVD
Nel 2003 il film è uscito in Italia grazie al doppiaggio della ETS - European Television Service ed è stato pubblicato su DVD dalla Dynit. Il disco contiene l'audio giapponese originale (con sottotitoli in italiano) e quello italiano.
Nel 2006 il film è uscito anche nelle edicole per la collezione Asian Terror della DeAgostini.

## Riconoscimenti
- 1999 - Festival internazionale del cinema fantastico di Bruxelles
  - Corvo d'Oro a Hideo Nakata

## Sequel e remake
In Giappone sono stati girati due sequel (The Spiral, anch'esso del 1998 e Ring 2 del 1999) e un prequel (Ring 0: The Birthday del 2000). Nel 2012 è uscito uno spin-off, Sadako 3D e il suo sequel Sadako 3D 2.
Nel 2002 il film ha avuto un remake americano intitolato The Ring, in cui - seppur mantenendo molti elementi dell'originale - viene raccontata una storia un po' diversa. Quest'ultimo film ha avuto due sequel, The Ring 2 e The Ring 3, la cui storia è completamente indipendente rispetto a quella del film originale. Di questi tre film soltanto The Ring 2 è diretto da Hideo Nakata.